# Буреја
Буреја (рус. Бурея́) је река у сибирском делу Русије. Протиче кроз територију Хабаровског краја и Амурске области. Буреја је лева притока реке Амур.
Река настаје спајањем Десне Буреје и Леве Буреје. Десна Буреја истиче у јужном делу планинског масива Езоп (Эзоп), Лева на западном делу масива Дусе-Алин. Река је дугачка 623 km (од извора Десне Буреје 739 km), површина њеног басена износи — 70.700 km².
Главне притоке су: Ниман (Ниман), Тујун (Туюн) и Ургал (Ургал).
У басену реке налазе се лежишта угља и руде гвожђа
На реци се налази Бурејска хидроелектрана.